# DKW-Vemag GT Malzoni
O GT Malzoni é um automóvel esportivo brasileiro projetado por Rino Malzoni e produzido entre 1964 e 1966, em Dobrada (SP). Idealizado inicialmente apenas para competições, utilizando chassis e mecânica DKW (representada no Brasil pela Vemag) e carroceria em fiberglass, este veículo foi produzido inicialmente em duas versões: uma espartana, para as pistas de corrida, e outra, de passeio, que posteriormente daria origem ao Puma GT (conhecido também como Puma DKW) e à marca Puma. Estima-se que tenham sido produzidos aproximadamente 35 exemplares.
Os exemplares da versão de passeio e alguns exemplares da versão espartana foram produzidos em fiberglass. Os primeiros modelos entretanto foram produzidos com carroceria metálica. Quando seu projetista, Rino Malzoni, ofereceu um dos primeiros exemplares, ainda metálico, para teste por uma revista especializada, ele foi designado como DKW Vemag GT.

## Histórico
Durante a década de 1960 os fabricantes de automóveis do Brasil utilizavam como parte de sua estratégia de Marketing as corridas. A DKW-Vemag dispunha para estes eventos o Belcar modificado, que apresentava um bom desempenho apesar de seu elevado peso.
A partir deste cenário Jorge Lettry, (departamento de competições da Vemag), Genaro "Rino" Malzoni (que tinha experiência em carrocerias próprias utilizando chassis existentes), Anísio Campos (designer e piloto), entre outros criaram um pequeno protótipo esportivo, em metal, com desenho de inspiração italiana.
Em 1964 estréia nas competições.
Em 1965, o modelo ganha cinco provas e seu principal concorrente é o Interlagos (versão brasileira do Renault Alpine A-108) produzido pela Willys. Devido ao grande sucesso, decidiu-se fabricá-lo em série. Foi criado então a Sociedade de Automóveis Lumimari, com fábrica em São Paulo (SP).
Em 1966 a Sociedade, por sugestão de Jorge Lettry, passa a se chamar Puma Veículos e Motores e o GT Malzoni é relançado como Puma GT.

## Características técnicas
As características apresentadas correspondem ao DKW Vemag GT e ao GT Malzoni, testados pela Revista Quatro Rodas.

### DKW Vemag GT

#### Motor e transmissão
DKW-Vemag, ciclo de dois tempos, três cilindros em linha com 74mm de diâmetro e 76mm de curso, volume de 981 cm³ (1000cc), taxa de compressão de 7,25:1, potência de 50 cv SAE a 4500rpm, torque de 8,5 kg.m a 2250rpm.
Umas das características desse motor, é possuir 7 peças móveis, sendo elas 3 pistões, 3 bielas e 1 virabrequim e não utilizar bomba d'água(é utilizado termo sifão), mesmo sistema usado, no Brasil, no Belcar, na Vemaguet, no Fissore e no Candango.
No GT Malzoni e em seu sucessor, o Puma GT, era utilizada uma bomba d'água coaxial com o dínamo. Nesses carros, devido à baixa altura do capô do motor, não era possível utilizar o sistema de termo sifão, onde o radiador situa-se em nível superior ao do motor.
Câmbio com quatro marchas à frente, sincronizadas, e uma à ré, com comando no assoalho, embreagem de um único disco seco e roda livre, idêntica a dos veículos da Vemag, acionada por cabo sob o painel. As relações de transmissão  são 3,82; 2,22; 1,31 e 0,915. A relação da ré é 4,58:1 e a do diferencial é de 5,14:1.

#### Chassis
Idêntico ao dos veículos da Vemag, sendo entretanto encurtado para proporcionar menor distância entre eixos, com suspensão por molas transversais semi elípticas com separadores de polietileno e amortecedores.
Direção por pinhão e cremalheira.
Freios a tambor, com área de frenagem ativa nos freios de serviço de 715 cm². Rodas de 5,5 polegadas e pneus 560x15.

#### Dimensões e pesos
Entre eixos: 2,45 m;
Bitola dianteira:1,29 m; 
Bitola traseira: 1,35 m;
Altura livre do solo: 15 cm;
Peso vazio: 915 kg;
Carga útil: 410 kg;
Comprimento total: 4,08 m; 
Largura: 1,69 m; 
Altura: 1,28 m.
O tanque de combustível tem capacidade para aproximadamente 45 litros, incluindo cerca de 8 litros para reserva. O reservatório do Lubrimat tem capacidade para pouco menos de 2 litros. A caixa de câmbio tem capacidade para 2,5 litros, sendo 2,25 litros no reabastecimento. O sistema de arrefecimento tem capacidade para cerca de 8 litros de água.

#### Desempenho
Velocidade máxima estimada em 145 km/h,
Velocidade obtida no teste efetuado pela Quatro Rodas: 138 km/h,
Consumo de combustível (segundo a Norma DIN 70030) igual a 11,43 km/l.

### GT Malzoni

#### Motor e transmissão
DKW-Vemag S, motor usado no Fissore, ciclo de dois tempos, três cilindros em linha com 74 mm de diâmetro e 76 mm de curso, volume de 981 cm³ (1000cc), taxa de compressão de 8:1, potência de 60 cv SAE a 4500 RPM, torque de 9 kg.m a 2500 RPM, com carburador Brosol 40 CIB descendente, sistema Lubrimat para lubrificação automática (com uma polia dupla aclopada ao alternador).
As versões para competição tinham pistões de diâmetro maior, 77,5mm de diâmetro, com volume de 1080 cm³.
Câmbio com quatro marchas à frente, sincronizadas, e uma à ré, com comando no assoalho, com embreagem de um único disco seco. As relações de transmissão são 3,82; 2,22; 1,39 e 0,97. Essas relações são tradicionais das caixas da Vemag, com a segunda "curta". Opcionalmente, eram fornecidas caixas adequadas ao motor instalado. A roda livre é idêntica a dos veículos da Vemag, mas é permanente, por se tratar de veículo esportivo.

#### Chassis
Idêntico ao dos veículos da Vemag, sendo entretanto encurtado para proporcionar menor distância entre eixos, com suspensão por molas transversais semi elípticas com separadores de polietileno e amortecedores.
Direção por pinhão e cremalheira, com relação de 19,2 para 1.
Freios a tambor, com freios dianteiros a disco opcionais. A área de frenagem ativa nos freios de serviço é de 715 cm². Rodas de 5,5 polegadas e pneus Pirelli 560x15 Spalla.

#### Dimensões e pesos
- Entre eixos, 2,22 m;
- Bitola dianteira, 1,29 m; bitola traseira, 1,35 m;
- Altura livre do solo, 17 cm;
- Peso em condições de marcha, 800 kg na versão de passeio, 720 a 750 kg na versão espartana;
- Comprimento total, 3,85 m; largura máxima, 1,6m; altura, 1,2m.

#### Desempenho
Velocidade máxima estimada em 145 km/h.

## O novo GT Malzoni

Reportagem sobre o novo GT Malzoni, na ocasião de seu lançamento.

Em 1976 foi apresentado no Salão do Automóvel um novo esportivo, de linhas retas, projetado por Francisco “Kiko” Malzoni, filho de Rino Malzoni. Este esportivo também foi denominado GT Malzoni (as vezes também chamado de Malzoni GTM), apesar de em nada lembrar o modelo original.
Com design moderno, tinha faróis escamoteáveis, bancos de couro e freios a disco nas quatro rodas. Seu desenho foi baseado no Puma GT4R (esportivo do qual foram feitos apenas 3 exemplares, sorteados numa promoção em 1969, entre os leitores de Quatro Rodas). Utiliza plataforma da Volkswagen Brasília, motor 1.6 refrigerado a ar de 65 cv, carroceria de fibra de vidro, dois lugares. Cerca de 20 carros foram fabricados. Em 1978 o projeto foi vendido para a empresa Marques Indústria e Comércio de Veículos Ltda, com sede em Cubatão (SP), onde foram fabricados mais 15 unidades, aproximadamente.

## Os diferentes modelos do GT Malzoni
Podem ser identificados cinco modelos do GT Malzoni:
- O Malzoni I foi o primeiro automóvel fabricado por Rino Malzoni. Era um cupê três volumes metálico construído sobre o chassis dos veículos da Vemag. Foi alvo do teste da Revista Quatro Rodas, então denominado como DKW-Vemag GT.[5]
- O Malzoni II, por sua vez, era uma berlineta com formas mais aerodinâmicas e mais apropriadas para pistas de competição (1964).
- O Malzoni III era uma evolução desse segundo modelo, também em aço, e serviu como molde para as fôrmas do modelo em fiberglass, o Malzoni IV.
- Este último, lançado do 1965, foi denominado como GT Malzoni IV, dando origem, mais tarde, ao Puma GT.[6] Este modelo foi substituido pelo Puma GT em 1967.[7]
- Em 1976 foi apresentado um novo modelo, de linhas retas e modernas, com faróis escamoteáveis, também denominado Malzoni GTM [1][2]